# GNU Affero General Public License
A GNU Affero General Public License (Licença Pública Geral Affero GNU), ou simplesmente GNU Affero GPL, é uma licença de software livre publicada recentemente pela Free Software Foundation. A GNU AGPL tem o propósito de ser uma licença minimamente modificada da GNU GPL e atender as necessidades de fornecer liberdade em softwares como serviços (SaaS, Software as a Service), ou seja, aqueles aos quais não se tem acesso direto ao binário/código-objeto.

## Diferença GNU GPL e GNU AGPL
A seção adicional da GNU Affero GPL requer que o código-fonte deva estar completamente disponível para qualquer usuário do software coberto pela GNU AGPL, tipicamente uma aplicação web. A Free Software Foundation recomenda essa licença para qualquer software que será executado atrás de um servidor, do mesmo modo como funciona uma aplicação web.